# Rifugio Dondena
Das Rifugio Dondena (frz. Refuge Dondénaz) ist eine Schutzhütte im Aostatal in den Grajischen Alpen. Sie liegt in einer Höhe von 2192 m s.l.m. auf dem Dondénaz dessus genannten Gelände innerhalb der Gemeinde Champorcher. Die Hütte wird von Mitte Juni bis Mitte September bewirtschaftet und bietet in dieser Zeit 80 Bergsteigern Schlafplätze.
Die Schutzhütte liegt am Höhenweg Nr. 2 des Aostatals.

## Anstieg
Von Champorcher fährt man mit dem Auto in Richtung des Nationalpark Mont Avic. Am Ende des Fahrwegs, der als Schotterweg endet, liegt ein Parkplatz.
Für den gesamten, keinerlei Schwierigkeiten aufweisenden Weg vom Parkplatz bei Dondenaz bis zur Schutzhütte sind ungefähr 15 Minuten zu veranschlagen. Alternativ kann man ab dem Ortsteil Chardonney dem Höhenweg Nr. 2 des Aostatals folgen. Von dort beträgt die reine Gehzeit 3 Stunden.

## Geschichte
Das Schutzhütte wurde im Jahr 1863 eröffnet und diente Viktor Emanuel II. als Jagdhütte.

## Tourenmöglichkeiten

### Übergänge
- Übergang zur Schutzhütte Rifugio Sogno di Berdzé al Péradzà – (2526 m) über den Pass Fenêtre de Champorcher (2827 m)
- Übergang zur Schutzhütte Rifugio Miserin – (2588 m)
- Übergang zur Schutzhütte Rifugio Barbustel – (2132 m) über den Col Füssi (2912 m) und den Mont Glacier (3186 m)

### Gipfeltouren
Folgende Gipfel können von der Hütte erreicht werden:
- Rosa dei Banchi (frz. Rose des bancs) – 3164 m
- Bec Raty – 2382 m
- Tête des Hommes – 2618 m
- Mont Glacier – 3186 m
- Mont Délaz – 3139 m
- Mont de Dondénaz – 2543 m
- Mont Rascias – 2783 m